# 水之旋律
《水之旋律》（水の旋律，みずのせんりつ）是由日本遊戲廠商KID公司於2005年9月29日所發售的PlayStation 2專用遊戲軟體。性質為全年齡女性向奇幻羅曼冒险游戏。人物設定是插畫家。遊戲分為初回限定版（加送限定廣播劇CD「-前奏曲-」）與通常版兩種版本。除了玩家角色之外遊戲為全語音。另外有對應印表機外接以印刷遊戲CG圖片的特別功能。
此外，2006年3月30日發售了Windows專用，收錄了作品設定集、桌布音效及小遊戲的FAN DISC「水之旋律 ～協奏曲～」。而PlayStation 2遊戲的續作「水之旋律2 ～緋色記憶～」也將於2006年10月26日發行，續作內容主要是描寫遊戲初代兩年後的故事。

## 遊戲
- 水之旋律（水の旋律），PlayStation 2專用軟體 -- 2006年9月29日發售。
- 水之旋律 ～協奏曲～（水の旋律 ～協奏曲～），Windows專用軟體 -- 2005年3月30日發售。
- 水之旋律2 ～緋色記憶～（水の旋律2 ～緋の記憶～），PlayStation 2專用軟體 -- 2006年10月26日發售。
- 水之旋律 2800廉價版（水の旋律 2800コレクション），PlayStation 2專用軟體 -- 2006年10月26日發售。
- 水之旋律（水の旋律），PlayStation Portable專用軟體 -- 2010年2月25日發售。
- 水之旋律2 ～緋色記憶～（水の旋律2 ～緋の記憶～），PlayStation Portable專用軟體 -- 2009年12月24日發售。

## 水之旋律

### 故事簡介
女主角白石陽菜在6歲的夏天搬離了尚和町。在離開之前，常常一起玩耍的男孩咬破了自己的手指，與陽菜的手指相併，笑著對她說「這樣做就沒關係，只要我們手指與手指靠在一起，這樣我們就可以永遠地在一起……」。年幼的陽菜當晚發了高燒，之後也如同預定隨著家人一起搬家離開。陽菜對於那個男孩的外表和姓名也早已模糊，只記得搬家直前的這段小插曲。然而不知道是什麼時候開始，陽菜發現自己傷心時天空也會開始飄雨，感到高興時天氣也會轉晴，天氣宛如是隨著自己的心情做轉變，而遠方似乎有人在守護著自己。就這樣過了10年，因為父親要到海外工作的關係，陽菜一個人轉學回到兒時住過的熟悉街道……

### 人物介紹

#### 主角
玩家角色在遊戲裡的角色視點，姓名固定無法更換。
- 白石 阳菜（配音員：仙台惠理※僅於廣播劇CD出演、遊戲主角無配音員）

個性十分活潑開朗的少女。因為父親派任海外工作，所以回到小時曾經住過的城鎮「尚和町」，並進入有宿舍的尚和高校就讀。從以前就有因為自己的心情而使得天氣改變的神奇現象。

#### 九艘
因為繼承八百比丘尼的血統而十分長命的世族。此族的人都擁有傷痛痊癒的神奇能力。
- 桐原 拓哉（配音員： 子安武人）

陽菜在尚和高校的學長，哥哥是學校的老師桐原貴人。興趣是做模型，喜歡甜食跟安靜的地方。討厭束縛與傳統。
- 桐原 贵人（配音員： 井上和彥）

陽菜在尚和高校的老師，桐原拓哉的哥哥。個性冷靜沈穩，思考排他。認為九艘一族與一般人類是無法和平相處的。興趣是看書，喜歡一個人獨處。討厭交際以及合照。
- 桐原 政嗣（配音員： 小野大輔）

九艘當家之主。桐原拓哉的父親，用心地保護著桐原家。
- 式部 水琴（配音員： 望木祐子）

九艘的長老。據說長生將近400年。出現在陽菜的夢中鼓勵並給予建議。

#### 一謡
另一個繼承八百比丘尼的世族。雖然比九艘一族的壽命短，但是壽命仍比一般人類要來的長。在右手部分有紋樣。
- 加加良 愁一（配音員： 森田成一）

一謡本家的次男。就讀於尚和町另一所高校（葉光學園）的學生，在學校是文武雙全的人氣者。雖然擁有過人的才能和魅力，然而內在也有頑固調皮的一面。興趣是音樂，鋼琴與小提琴都很拿手。個性明理，不喜歡被他人命令。
- 明月 圭（配音員： 遠近孝一）

一謡一族的HUNTER之一。與愁一同樣就讀於葉光學園，擔任愁一的護衛。持有鳳凰的太刀。個性堅直、有禮且認真，對於愁一十分忠心。興趣是自我鍛鍊，喜歡登山與散步。持有不希望傷害他人的善良之心。
- 加加良 水季（配音員： 三浦祥朗）

一謡本家的長男，身體不好。原本是不喜歡紛爭的溫和個性，但因受擔任自己護衛的設樂優的影響，立場漸漸變成異族殲滅派。雖然與弟弟愁一之間並非關係不好，但卻十分疏遠不常交流。
- 设乐 优（配音員：斋贺观月）

一謡一族的HUNTER之一。加加良水季的護衛，持有荒神的太刀。因為父親被九艘所殺，從此十分痛恨九艘。打從心底厭恨族內提倡和平主義的加加良愁一與明月圭。
- 加加良 真秋（配音員： 安元洋貴）

一謡本家現今的當家主，水季與愁一的父親。希望能夠與擁有相同血緣的九艘一族和平共處。
- 片濑 哲生（配音員：檜山修之）

一謡一族的HUNTER之一。加加良真秋的護衛，持有雙龍的太刀。對陽菜所持有的神奇能力感到興趣，突然地出現在陽菜面前。個性略為衝動，說話口吻輕浮且粗暴。

#### 茶吞書房
靠近尚和高校的複合式書店，除了書店之外也是茶館。
- 手冢 京辅（配音員： 谷山紀章）

在茶吞書房打工，就讀公立妙榮大學的學生。小時候失去雙親，是在孤兒設施長大，並靠著獎學金一路唸到大學。現在專攻的領域是民俗學，研究八百比丘尼的生態、以及這個城鎮相關的古老傳說。喜歡奇異怪談，但卻對血沒輒，似乎與小時候失去記憶造成陰影有關。
- 新野 宪吾（配音員： 鈴村健一）

陽菜的青梅竹馬，個性開朗的籃球少年，與手塚是打工的伙伴。兒時的初戀對象就是陽菜，而一直到現在還是很喜歡她。自從久違十年的重逢後世界便開始以陽菜為中心。興趣是籃球、電玩與卡拉OK。對於動身體的事很擅長，反之對要動腦筋的事就十分不行。

#### 其他
- 日下部 仁美（配音員： 新井里美）

陽菜的幼时玩伴，個性溫柔且貼心。進高中後與陽菜久違10年的再次相遇。所屬社團是茶道部。

### 职员表
- 企划·製作：KID
- 角色设定：日高菜美
- 剧本：望月柚枝、山崎浅史

### 关联商品

#### CD
- 日本店家限定特典CD
  - 桐原拓哉SPECIAL特典CD（配音員： 子安武人）限定
  - 桐原貴人SPECIAL特典CD（配音員： 井上和彥）限定
  - 加加良愁一SPECIAL特典CD（配音員： 森田成一）古本市場……等 限定
  - 明月圭SPECIAL特典CD（配音員： 遠近孝一）TSUTAYA、TSUTAYA online限定
  - 手塚京輔SPECIAL特典CD（配音員： 谷山紀章）WonderGOO限定
  - 新野憲吾SPECIAL特典CD（配音員： 鈴村健一）限定

- 廣播劇、原聲帶、角色歌曲
  - Drama & 原声带 ～花篝～
  - Drama CD ～夢想組曲～
  - Character Song ～二人的Another Story Drop I〜 九艘 （桐原贵人 & 桐原拓哉）
  - Character Song ～二人的Another Story Drop II～ 茶呑書房 （手冢京辅 & 新野宪吾）
  - Character Song ～二人的Another Story Drop III～ 一謡 （加加良愁一 & 明月圭）
  - Character Song ～二人的Another Story Drop IV～ HUNTER （片濑哲生 & 設楽優）

#### 书籍
- 月刊「Comic ZERO-SUM」連載（2005.11 - 2007.1）「水之旋律 ～幻沫謡～」 作画：如月芳規
  - 水之旋律 ～幻沫謡～ 1 ISBN 978-4-7580-5233-7
  - 水之旋律 ～幻沫謡～ 2 ISBN 978-4-7580-5271-9
- 水之旋律 公式Visual Fan Book ISBN 978-4-7577-2546-1
- 水之旋律 Anthology Comic ISBN 978-4-7577-2629-1

## 水之旋律2 ～绯之记忆～

### 人物介绍

#### 主角
柏木 绮罗※姓名可以变更
声：伊濑茉莉也 ※游戏中只有一部分有语音

#### 一謡
设乐 优
声：斋贺观月
明月 凉
声：近藤隆
加加良 水季
声：三浦祥朗

#### 九艘
安昙 康秀
声：森川智之
式部 吉乃
声：岸尾大辅

#### 八咫
遮那
声：小西克幸
普贤
声：下野纮

#### 其他
柏木 好春
声：下野纮
设乐 雅
声：百百麻子
修女
声：川崎惠理子
※其他、前作的主要角色在本作中也作为次要角色登场。

### 职员表
- 企划·製作：KID
- 角色设定：日高菜美
- 剧本：、梶原有生、望月柚枝
- 剧本监修：

### 关联商品

#### CD
- Character Song　Flame series I（安昙康秀 with 式部吉乃）
- Character Song　Flame series II（设乐优 with 明月凉）
- Character Song　Flame series III（遮那 with 柏木好春）
- Drama & 原声带 ～残照～
- 水之旋律 Sweet Box

#### 书籍
- 水之旋律2 ～绯之记忆～ 公式Visual Fan Book ISBN 978-4-7577-3121-9

## 相關連結
- （日語）水之旋律官方网站，存於網際網路檔案館
- （日語）水之旋律2 ～绯之记忆～官方网站
- （日語）水之旋律PSP版官方网站
- （日語）水之旋律2 ～绯之记忆～PSP版官方网站，存於網際網路檔案館
- （日語）人物設定畫師日高菜美個人網站